# Helena Danska
Helena Danska (danski Helene) (? - Lüneburg, 1223.) bila je kraljevna Danske, kći kralja Valdemara I. Velikog i kraljice Sofije od Minska te sestra kraljeva Knuta VI. i Valdemara II.
1202. Helena se u Hamburgu udala za Vilima Winchesterskog, sina kraljevne Matilde Engleske. Ne zna se mnogo o njihovom osobnom životu, osim da su imali jedno dijete, sina Otona.
Helena je umrla 1223. godine u Lüneburgu te je pokopana ondje u samostanu svetog Mihaela.